# بيروث شيموتاي
بيروث شيموتاي (مواليد 10 يوليو 1999) هي لاعبة ألعاب قوى أوغندية، فازت بالميدالية الذهبية في سباق 3000 متر حواجز في أولمبياد 2020.